# 仏眼院 (桑名市)
仏眼院（ぶつげんいん）は、三重県桑名市南魚町に位置する天台宗の寺院。山号は寳興山（ほうこうざん）と称する。本尊は文殊菩薩。

## 由緒
この寺の創建については不詳であるが、最澄の創建と伝えられる。
寛永年間（1624年 – 1644年）黒衣の宰相と称された天海の弟子天尊によって中興され、江戸時代には幕府から朱印状が与えられた。また、江戸時代桑名藩藩士の寺であったが、火事によりその多くを焼失してしまう。現存する墓地には桑名藩士の先祖代々の墓が残る。刀工千子村正の菩提寺であったとする説もある。

## 文化財
- 桑名市指定有形文化財
  - 喚鐘
- 桑名市指定史跡
  - 伊藤武左衛門実房・伊藤武左衛門実倫墓

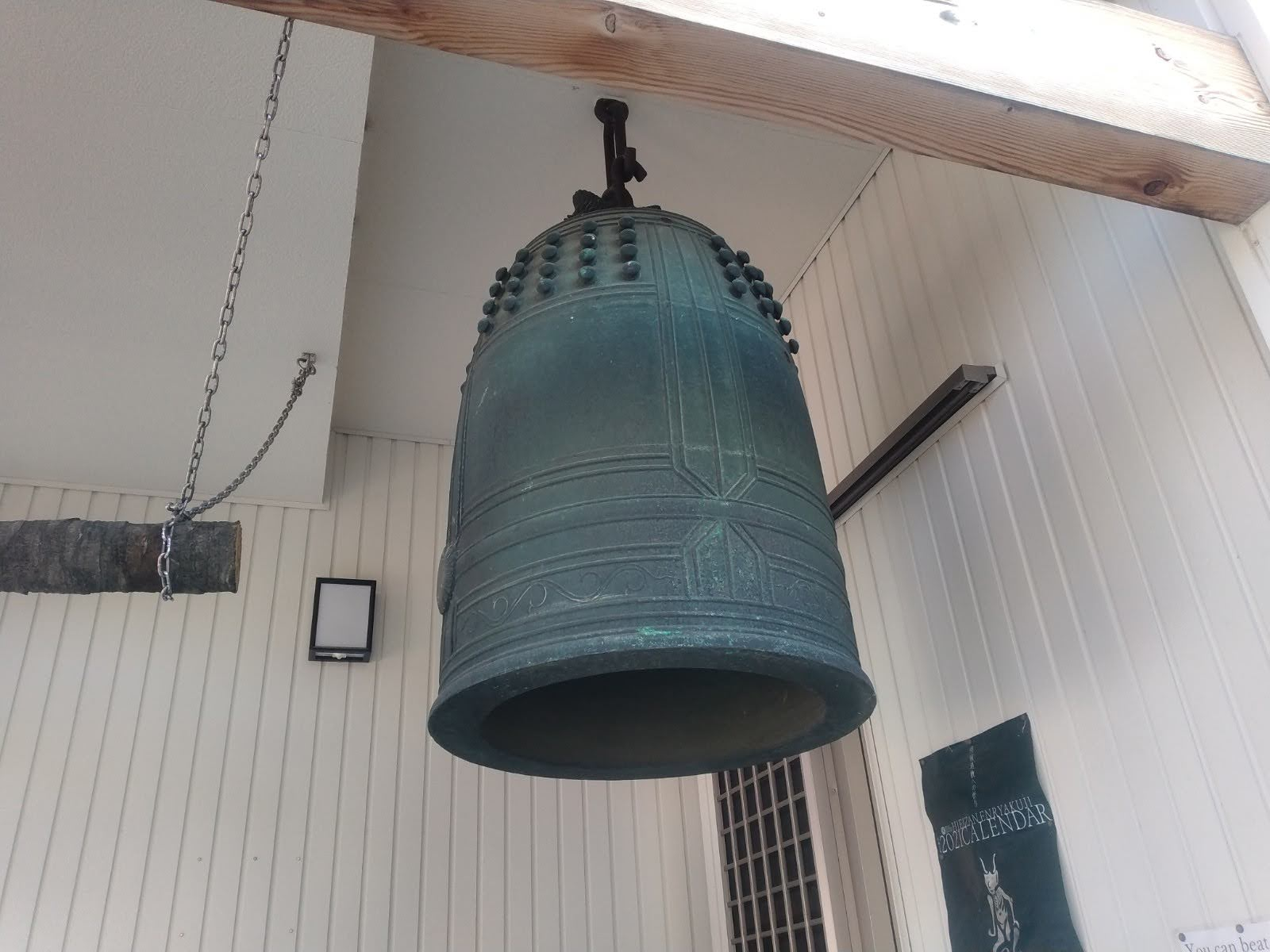
喚鐘
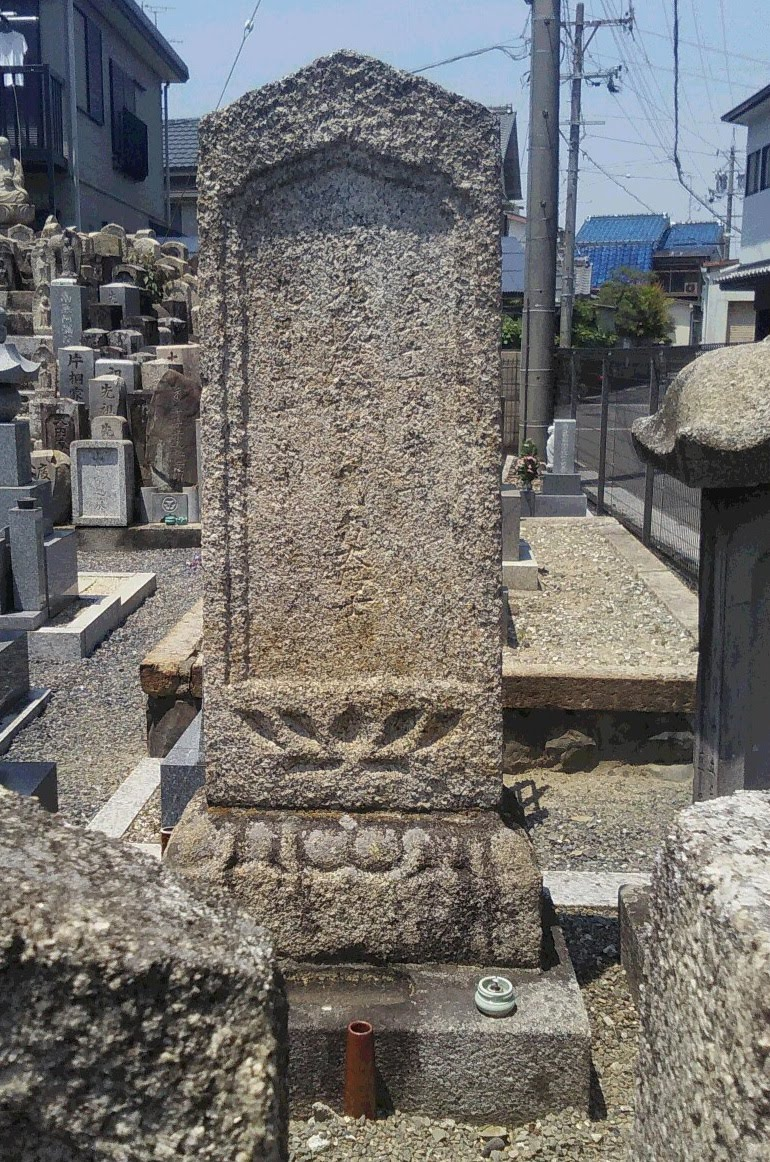
伊藤武左衛門実房墓
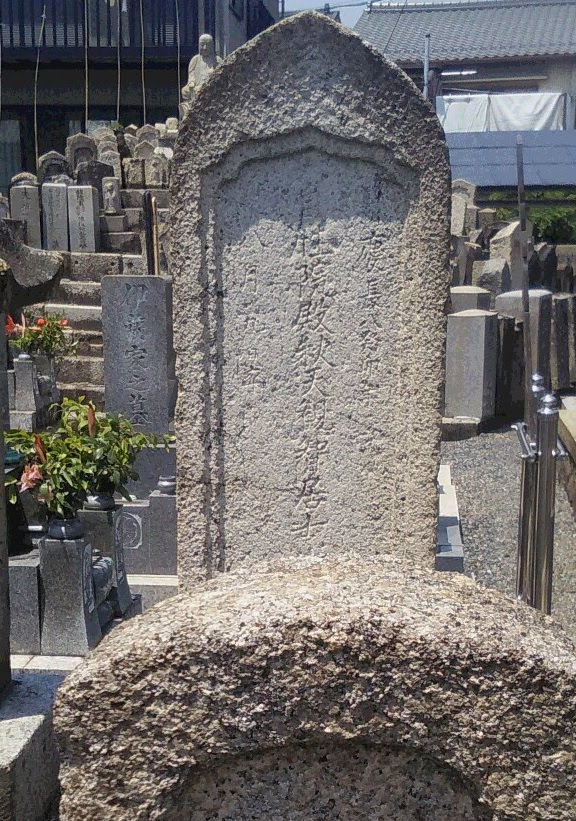
伊藤武左衛門実倫墓